# جوني غراهام
جوني غراهام (بالإنجليزية: Johnny Graham)‏ (8 يناير 1945 غلاسكو المملكة المتحدة - ) هو لاعب كرة قدم بريطاني لعب في مركز خط الوسط.